# 香严寺 (淅川县)
香严寺，又名“长寿寺”、“香严长寿寺”、“显通禅寺”，位于中国河南省南阳市淅川县仓房镇西北部的白崖山群中，东临龙山，西接虎山，北依后岭，南拱面山，整个地形若莲花状，香严寺恰居中间。香严寺始建于唐代宗时期，本是南阳慧忠的道场，后在此建長壽寺。唐宣宗在登基前为了逃避唐武宗的迫害，曾在寺内避难，剃度为弥。自唐代宗颁旨敕护之日起，香严寺便与登封少林寺、洛阳白马寺、开封相国寺并称为中国四大名寺。唐代之后，香严寺曾两度复兴。第一次在明永乐年间，皇帝恩准重建淅川香严寺，规模宏大，田产万顷，唐代“万顷香严寺”美名失而复得，号称“十方长寿大香严禅寺”。这时的香严寺，有寺僧500余人，“为中州诸山之冠”。清康熙至乾隆年间，香严寺再度中兴，康熙59年（1720年）春天，香严寺第58代住持颛愚谧以“香严再兴”为已任，开始九年重建，上下寺大规模重修。
香严寺因慧忠的强大影响力，奠定了其在佛教界中的地位，历代高僧辈出。在香严寺历代住持中，共有六世九位临济正宗高僧担当，自1657年延续到1851年，近两百年时间，香严寺成为临济正宗的重要道场。1986年，香严寺被列为河南省文物保护单位，2006年，被中华人民共和国国务院公布为全国重点文物保护单位。2012年2月，香严寺景区晋升为国家4A级旅游景区。

## 历史

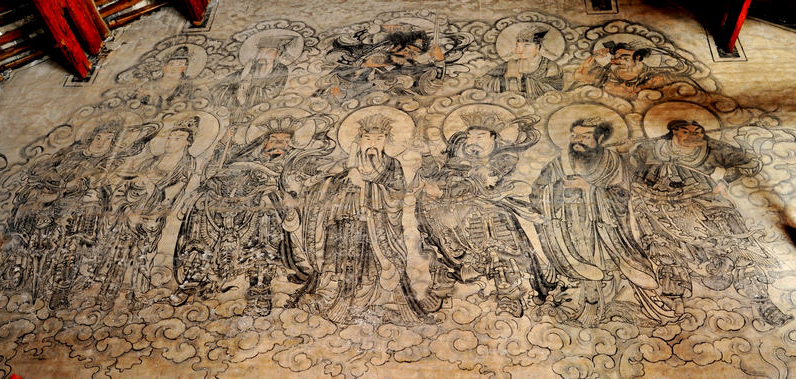
香严寺壁画

根据《嘉靖南阳府志校注》和《香严禅寺中兴碑》记载：香严寺是大唐南阳慧忠国师的道场。慧忠圓寂后按其遺願从长安送回党子谷白崖山清風嶺建塔歸葬，唐代宗當時賜贈甚厚，遣使者送慧忠，慧忠入塔時，高官送葬，人流如潮，香煙嫋嫋，經月不散，人們遂取佛家經典中常見的“香光莊嚴”之義，將原名“長壽寺”改為“香嚴寺”。
历史上，香严寺分为上寺和下寺两部分。上寺在白崖山丛中，下寺在山麓丹水旁，相距约15公里。下寺于20世纪60年代末因南水北调中线工程建设蓄水而淹没于丹江口水库之中，高达十几层的两座唐代琉璃塔在水库淹没时被全部炸毁，目前仅存上寺，上寺面南背北，依山而建，东邻水面壮阔的丹江口水域。虽遭历代战乱寺院毁坏严重，然因处于深山之中故仍保存下百余寺舍、石塔碑林、石牌坊、山门、大雄宝殿、韦驮殿、接客亭、法堂、藏经楼等古建筑及道家、佛家古壁画若干。现存建筑141间，木雕480余幅，砖雕480幅，石雕520幢，内壁画共计780平方米，占地面积4200平方米。

### 古代史
开元二年（714年）一位俗名为冉虎茵、法名为释慧忠的诸暨（今浙江绍兴）僧人，云游至白崖山党子谷（今香严寺所在地），在此结庐为庵，开辟道场潜修四十余年。
天宝十四年（755年）唐玄宗在慧忠的“戒行精专，佛法造诣高超，堪称一代大师”奏请之下，下诏书将慧忠接到长安龙兴寺；安史之乱暴发后，慧忠又回到这里。
上元二年（761年）正月十六，内给事孙朝进带着唐肃宗的诏书，到白崖山将慧忠再次迎进长安。
大历二年（767年）唐代宗恩準慧忠在他原修煉道場白崖山黨子谷建寺，大历八年(773年)敕赐“长寿寺”（香嚴寺前身），奉該寺為國家設置，赐給大量長生田，御賜佛經一套及“永鎮山川”匾額，敕賜長壽寺度無名僧49人。
大历十年（775年）慧忠在长安圆寂，在白崖山清风岭建无缝宝塔归葬，入塔时“异香百里，经月不散而名香严寺”，因此到明代前期俗称“香严长寿寺”。

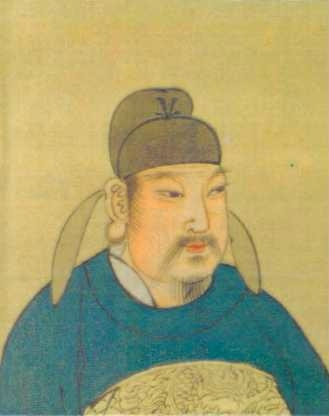
曾避难于香严寺的唐宣宗

开成五年（840年）光王李忱为免遭颖王李炎（唐武宗）的杀害，潜至香严寺剃度为弥。
会昌二年（842年）和会昌三年（843年）唐武宗派人两次围攻香严寺。
会昌六年（846年）唐武宗驾崩，大臣奉（太）皇太后懿旨到香严寺迎李忱回长安登位，称唐宣宗。
大中元年（847年）宣宗于香严寺整建望月亭，后人改为宣宗殿。
永乐元年（1403年） 住持仁山毅禅师带领僧众修复香严寺。先在下寺修建门堂屋宇，而后动工修建上寺，但没有修到一半禅师便圆寂。
永乐十一年（1413年） 明成祖批准在修建武当“太和山宫观”的同时，为太虚禅师修建香严寺。九年后，寺院建成；寺内的匾额由驸马都尉沐昕题写。
成化二十三年（1487年） 明宪宗赐香严寺新名“显通禅寺”，同时赐如意为香严寺住持。
万历二十八年（1600年）夏末暴雨泛滥，丹江和淅水同时暴涨，将下寺山门、鼓楼、殿堂、屋宇淹没，四大天王、韦驮及十八罗汉佛像也随之消失。
崇祯十七年（1644年）12月李自成、张献忠率军经淅川李官桥镇，意图围攻襄阳。军队驻扎在顺阳川，香严寺僧侣见势而逃，上寺禅院被义军烧毁。
康熙三年（1664年） 宕山远禅师率众僧在上寺建大雄宝殿三楹、释伽牟尼像一尊（高三丈三尺）、韦驮神像一尊（一丈六尺），为木刻金饰。

### 近代史

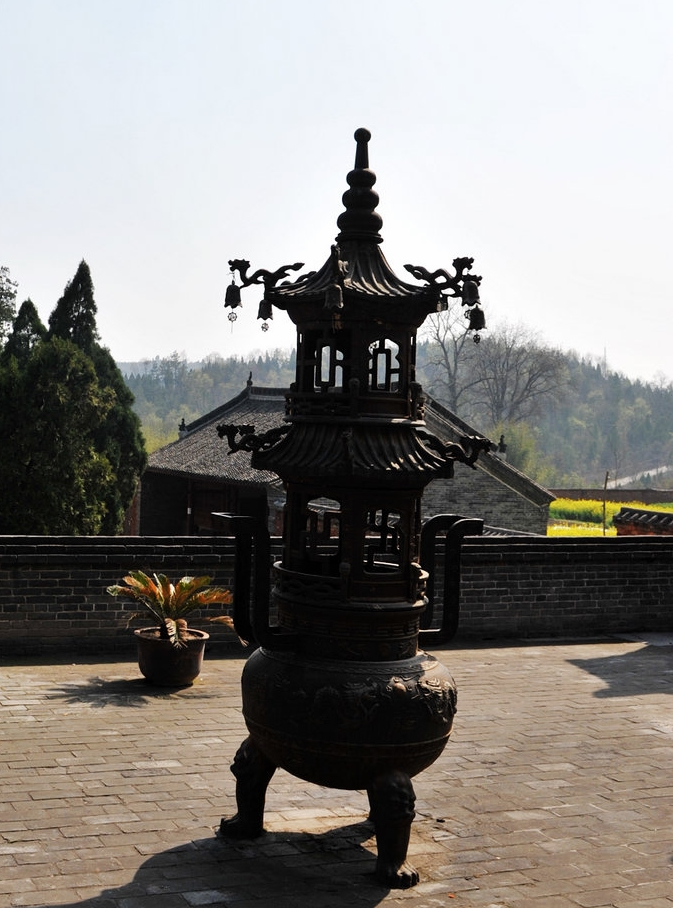
炉

民国十七年（1928年）鉴于多数寺庙改建学堂的事实，香严寺方丈润斋串联镇平菩提寺方丈释玉普、南阳玄庙观道长张宗璇，一同向国民政府请愿，香严寺得以保全。
民国三十四年（1945年）日军入侵，香严寺上下禅院部分建筑被日军破坏。
1947年夏，香严寺在释湛洁倡导下成立“河南太虚佛学院”以“培养僧才，中兴佛教”为宗旨。后因第二次国共内战而停办。
1951年5月淅川县人民政府逮捕了香严寺方丈释富祥和释慧宿、释恩波、释能富、释妙谛等僧侣，香严寺佛事活动停止。
1958年香严寺上下两禅院的大部分碑刻被搬走，用于水利建设。古钟被砸毁，钟、鼓楼被扒掉，大量古树被伐用作炼铁材料。
1959年至1965年因为兴建丹江口水库，淹没区的淅川县第二初级中学、仓房小学、宋湾高中分校及仓房高中，先后迁入上寺。韦驮殿与过厅之间新建—座教学楼。
1966年中国共产党发动的文化大革命致使香严寺内外的大部分古塔、碑刻、佛像及古建筑惨遭破坏，大雄宝殿内的壁画被石灰浆涂盖，钟楼以及百余通石塔，被拆除。
1969年丹江口水库蓄水，为使航运通畅，下寺琉璃塔和汉白玉塔被炸。所有古建筑被拆，古树被砍。
1983年4月 香严寺移交给淅川县博物馆，仓房公社中学从寺内搬走。
1987年5月 香严寺院内过厅前的教学楼被拆除。
1993年中国国家文物局拨款15万元人民币对香严寺进行修复。
1996年8月韩国中央日报社写真部张忠钟次长一行4人，到香严寺考察慧忠国师及元末明初千峰禅师情况，寻找临济正宗之根。
2000年9月，日本临济宗国泰寺一行19人到香严寺寻根朝拜，团长泽大道说:“香严寺在日本佛教界临济宗中影响很大，我们崇敬慧忠国师”。同年在淅川县政府的主导下，香严寺旅游经营权交给北京一家公司开发，2002年初，由于北京这家公司的玩忽职守，一场大火将香严寺的大门烧的面目全非，同年位于香严寺宣宗殿东进在清代所提的名为“指月处”的匾额随着北京这家公司的撤走而失踪，疑似被这家北京公司盗走。
2003年，淅川县政府将香严寺承包给郑州一家公司经营，该公司只收门票，从不修缮寺庙。自2003年至2006年，短短数年间宋代桂花树枯死，十王殿全部倒塌，大雄宝殿由于没有及时修缮已是千疮百孔，殿内被国家确认为国宝的壁画也由于雨水的冲刷而斑驳不堪。

## 主要建筑
上寺寺院坐北面南，中轴线自南到北的建筑依次为石牌坊、山门、韦驮殿、过厅、大雄宝殿、凝月轩（望月亭）、法堂、藏经楼等。建筑特点是，根据地热由下而上逐级排列，与两厢配套建筑一起形成八级五院。康熙年间，房屋有437间，院墙700余丈。
- 山门，是一个四柱嵌匾的石牌坊，上面有“勅赐显通禅寺”6个大字，山门是因北京一家公司管理不善被大火烧掉后，新修的山门。山门旁两侧分别蹲立着圆雕石狮。
- 韦驮殿，属于硬山式的建筑风格，它的前檐，栏额、雀替分别雕刻着“雅童采莲”、“二鹿同春”、“凤凰戏牡丹”等四十余幅图案。走廊有12根大柱。
- 凝月轩，在韦驮殿的后面，是一座小建筑，乃达官贵人入大雄宝殿前的休憩之地。
- 大雄宝殿，始建于明永乐年间，清乾隆年间重修。东西长29米，南北宽22.5米，属于硬山式建筑风格，四周走廊有26根大柱，殿内有8根“通天柱”，大雄宝殿内绘有神佛壁画《朝元图》，均是明代作品，总面积403平方米。东、西二墙有大小相同，长16.16米、高9.2米的彩色壁画。
- 藏经楼，位于寺院的最后排，里面供奉有千手千眼大佛。藏经楼的西北角，有一楼中小阁，有黄幔围着，是传说中的灵气宝地，人们称之“消灾宝地”。这块方地不管怎样挖，都会自动升平。藏经楼东西两侧，各有一间内屋。
- 宣宗皇帝殿，又名望月亭，相传当年宣宗在香严寺出家时，每晚望月长叹，祈求上苍保佑众生。登基后在此建亭。望月亭东约6米，有一通清雍正时所立的重修宣宗皇帝殿碑，该碑通高3米多，碑首浮雕二龙戏珠，中间篆刻“香严不朽”四个字。[1]

## 古树名木

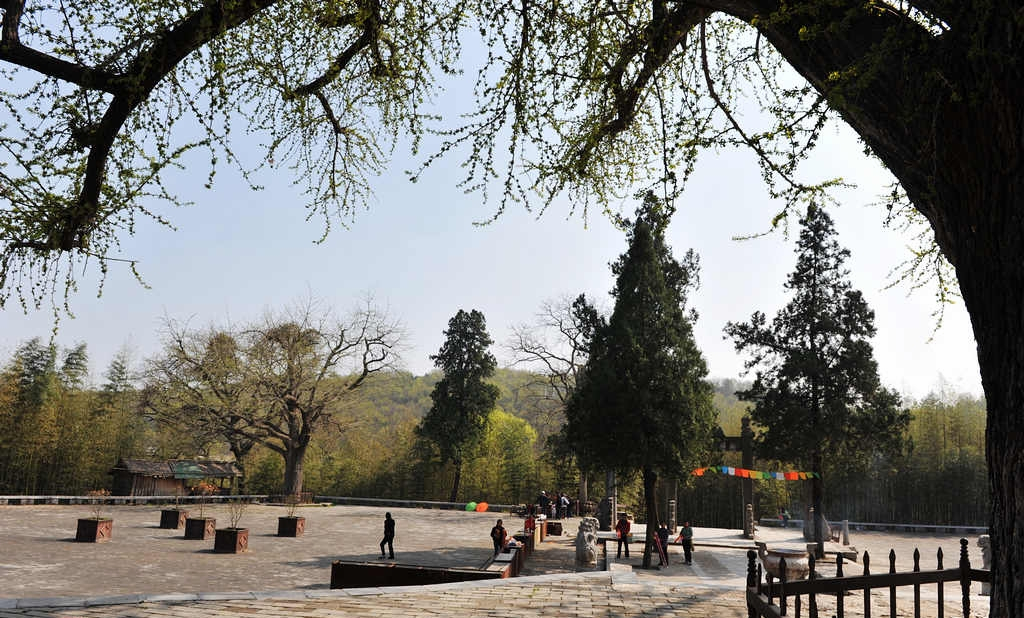
香严寺古树

香严寺现有各类古树268株，包括柏树、皂角、松树、紫薇、紫檀、桂花、银杏、桦栎等102个品种。属于唐、宋、元、明、清年代的分别有36株、48株、44株、78株、62株。其中有一些有趣的树名：
- 美女抱将军树：在香严寺东北角竹林中，有两棵树融为一体的树。主干桦栎树高大笔直，树干直冲云霄，像一名将军，另一棵树在热带地区有“南方小美女”的美称，此树紧紧地缠绕着大树，树皮外有一层层像人的头发一样的小毛根，扎在树皮里吸收着主干大树“将军”的营养，紧紧拥抱，同生同长。因此，人们把这两棵树称为美女抱将军。
- 千年夫妻树：香严寺有两棵1300多年历史的银杏树，一棵在山门外，一棵在韦驮殿前，两树相距40米，两树树根在地下相连，枝叶在空中相连，好像一对千年恩爱的夫树。
- 痒痒树：该树是一颗300年历史的紫薇树，树杆神经敏感似含羞草，触摸树枝便会颤抖。

## 主要景观
- 双石洞，距寺院1000米之遥的绝壁之上有两个形状相似的石洞，洞内有精细的雕像。双石洞由香严寺僧卑云愚叟创于宣和元年（1119年），宣和年间的僧人如壁和如琳师兄二人在曾此洞修禅。
- 水濂洞，双石洞下的羊洞山山腰处有一山泉呈数道飞流而下流过一处石崖，使石崖形成了精巧细腻的钟乳石，人称此处为水濂洞。
- 孙膑看桃园，从水帘洞到青龙山，山腰处有一洞，叫孙膑洞。洞外有一个数百平方米的桃园，传说就是当年孙膑看的“蟠桃园”，每到春天，百棵桃树争相开花，人称此景为孙膑看桃园。

| 丹江口水库旅游图                                                                                           |
| --- |
| ▲丹江口大坝 ▲武当山 ▲ 丹江大观苑 ▲坐禅谷 香严寺▲ 太极峡▲ 八仙洞 ▲丹江小三峡 ▲ 丹阳湖 渠首 ▲ 杏山地质公园 ▼ |